# Сан Лоренцо (Рим)
Сан Лоренцо је насеље у Италији у округу Рим, региону Лацио.
Према процени из 2011. у насељу је живело 319 становника. Насеље се налази на надморској висини од 441 м.